# Goera spiralis
Goera spiralis là một loài trong họ Goeridae. Chúng phân bố ở miền Ấn Độ - Mã Lai.